# Mirzə Davud Hüseynov
Mirzə Davud Bağır oğlu Hüseynov (ros. Мирза Давуд Багир оглы Гусейнов, Mirza Dawud Bagir ogły Husejnow; ur. w marcu 1894 (lub 1893) w Baku, zm. 21 marca 1938) – radziecki i azerski polityk, przewodniczący Prezydium KC Komunistycznej Partii Azerbejdżańskiej SRR w 1920, I sekretarz KC Komunistycznej Partii Tadżyckiej SRR w latach 1930-1933.

## Życiorys
1906 ukończył szkołę średnią, później szkołę realną w Baku, 1913-1917 studiował w Moskiewskim Instytucie Handlowym, od listopada 1918 działacz RKP(b), od stycznia 1919 członek komitetu bolszewickiej organizacji "Hümmət", potem członek Kaukaskiego Krajowego Komitetu RKP(b), członek Komitetu Wojskowo-Rewolucyjnego. Na I Zjeździe Azerbejdżańskiej Komunistycznej Partii (bolszewików) wybrany przewodniczącym KC tej partii. Od 28 kwietnia do 23 lipca 1920 przewodniczący Prezydium KC Komunistycznej Partii Azerbejdżańskiej SRR. 1921 ludowy komisarz finansów, od maja do grudnia 1921 ludowy komisarz spraw zagranicznych Azerbejdżańskiej SRR, zastępca przewodniczącego Rady Komisarzy Ludowych Azerbejdżańskiej SRR. 1922-1923 zastępca ludowego komisarza ds. narodowości Rosyjskiej FSRR, 1923-1929 ludowy komisarz finansów i zastępca przewodniczącego Rady Komisarzy Ludowych Zakaukaskiej FSRR. Od lutego 1930 do 23 grudnia 1933 I sekretarz KC Komunistycznej Partii Tadżyckiej SRR. 1934-1937 kierownik wydziału nierosyjskich szkół ludowego komisariatu oświaty Azerbejdżańskiej SRR. 1925 delegat na XIV, a 1930 na XVI Zjazd WKP(b). 1937 pozbawiony stanowisk, wykluczony z partii i aresztowany, następnie skazany na śmierć i rozstrzelany.

## Gallery

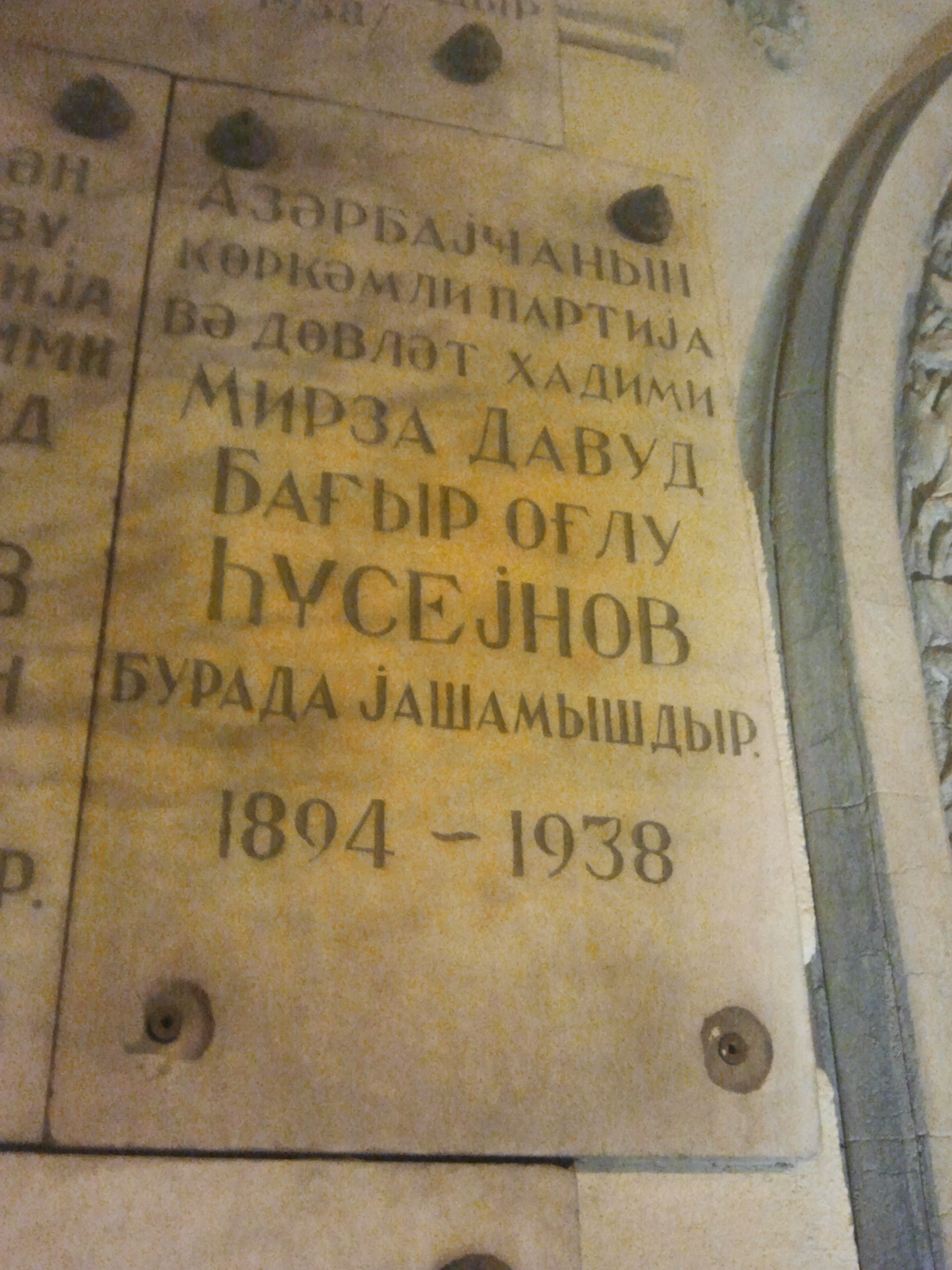
Tablica na budynku, w którym mieszkał Mirza Davud Huseynova w Baku